# Gliese 33
Gliese 33 è una stella di sequenza principale di classe spettrale K2.5-V, distante 24,3 anni luce dal Sole, situata nella costellazione dei Pesci. Possiede circa il 70% della massa del Sole, il 69% del suo raggio e il 28% della sua luminosità. È una stella più vecchia del Sole, la sua età è stimata attorno ai 9 miliardi di anni, inoltre pare carente di elementi più pesanti dell'elio; la sua metallicità è infatti la metà rispetto a quella presente nel Sole.